# Abschnittsbefestigung Entrischenbrunn
Die Abschnittsbefestigung Entrischenbrunn ist eine abgegangene mittelalterliche Höhenburg nahe Entrischenbrunn, einem Gemeindeteil der Gemeinde Hettenshausen im Landkreis Pfaffenhofen an der Ilm von Bayern. Die Anlage wird als Bodendenkmal unter der Aktennummer D-1-7535-0079 als „Abschnittsbefestigung des Mittelalters“ geführt.

## Lage
Die Abschnittsbefestigung liegt in Höhenlage auf 499 m ü. NHN ca. 1550 m ostnordöstlich der Kapelle St. Christoph in Entrischenbrunn. Im Urkataster von Bayern ist eine ovale Anlage mit 130 m Breite und 250 m Länge zu erkennen, Der Innenbereich ist um ca. 12 m von der Umgebung erhöht. Die Anlage ist heute mit Wald bestanden.